# 趙隨
趙隨（？—？），浙江嘉興縣人，清初官員。同進士出身。
康熙六年（1667年）丁未科三甲進士。累官禮部郎中。康熙二十三年十二月（1685年1月）接替丁蕙擔任福建提學道。